# Namozgoh-Moschee

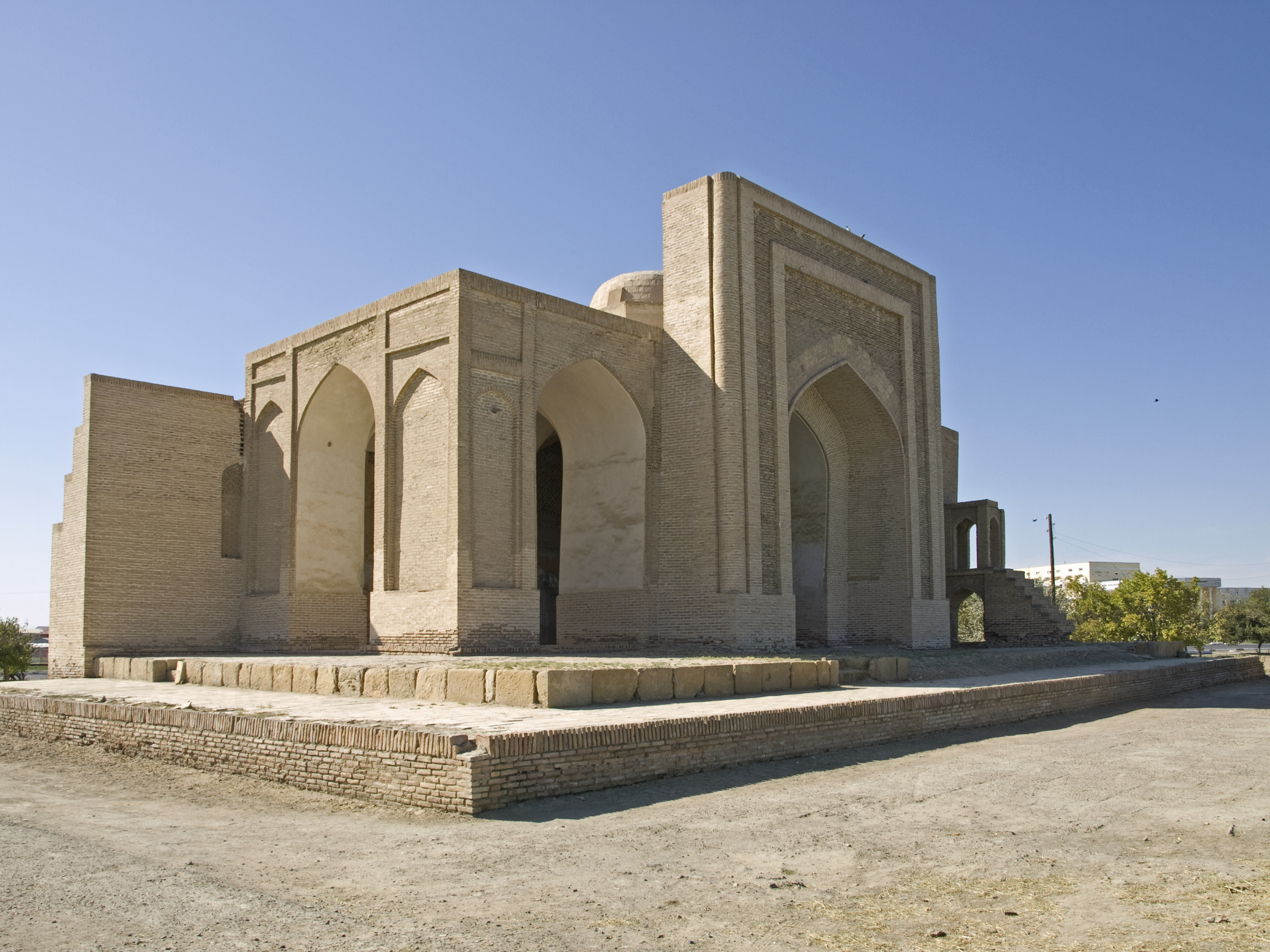
Namozgoh-Moschee

Die Namozgoh-Moschee ist eine Moschee in der usbekischen Stadt Buxoro.

## Lage
Die Moschee liegt knapp außerhalb des historischen Zentrums von Buxoro etwa 1,6 Kilometer südlich des Gebäudekomplexes Poi Kalon und etwa 700 m südlich des Xoʻjayev-Hauses.

## Geschichte
„Namozgoh“ ist die aus dem Persischen stammende Bezeichnung für einen Gebetsplatz im Freien. Ein solcher Gebetsplatz wurde 1119 unter dem Karachaniden Arslan Khan vor den Mauern der Stadt in einem Garten eingerichtet. Als in Gebetsrichtung erforderlicher Abschluss wurde im Westen des freien Geländes eine knapp 40 Meter lange Qiblamauer mit Blendbögen errichtet, in deren Mitte sich eine Mihrāb-Nische befand. Ende des 14. Jahrhunderts wurde die Mauer mit bunt glasierter Terrakotta verziert. Im 16. Jahrhundert wurde vor dem Mihrāb ein fester Bau errichtet und die Qiblamauer von hinten abgestützt.

## Beschreibung
Das Areal der Freiluft-Moschee ist etwa 37 × 85 Meter groß. Im Westen steht ein Bauwerk aus drei ineinander übergehenden Kuppelbauten, in dessen Westwand die ursprüngliche Qiblamauer mit dem Mihrab integriert ist. Dem Bauwerk vorgelagert ist ein etwa 15 Meter hoher Pischtak mit Iwan. Auf der Ostseite des nördlichen Kuppelbaus ist ein steinerner  Minbar (Kanzel) angebaut, zu dem eine Treppe aus gemauerten Stufen hinaufführt.